# Novoszafarovo
Novoszafarovo (orosz betűkkel: Новосафарово, baskír nyelven: Яңы Сафар, tatár nyelven Яңа Сафар) falu Oroszországban, a Baskír Köztársaságban, a Miskinói járásban.

## Népesség
2002-ben 34 lakosa volt, melynek 94%-a volt tatár. A település népessége az elmúlt években az alábbi módon változott:
| Lakosok száma | 34   | 32   | 21   |
|               | 2002 | 2009 | 2010 |